# 阿尔乔姆站
阿尔乔姆站（羅馬化：Stantsia Artyom）位于滨海边疆区阿尔乔姆，是西伯利亞鐵路纳霍德卡支线的客运站，本站1958年投入使用。

## 列车
- 113（114）次列车：伯力 - 太平洋站
- 机场快线（每天海参崴站和克涅維基站之间运营五次）[2]。